# کارل هاگلین
کارل هاگلین (انگلیسی: Carl Hagelin؛ زادهٔ ۲۳ اوت ۱۹۸۸) بازیکن هاکی روی یخ اهل سوئد است.
از باشگاه‌هایی که در آن بازی کرده‌است می‌توان به نیویورک رنجرز و آناهایم داکس اشاره کرد.